# Рембехув
Рембехув (пол. Rębiechów) — село в Польщі, у гміні Кобилін Кротошинського повіту Великопольського воєводства.
Населення — 97 осіб (2011).
У 1975-1998 роках село належало до Лешненського воєводства.

## Демографія
Демографічна структура станом на 31 березня 2011 року:
|          | Загалом | Допрацездатний вік | Працездатний вік | Постпрацездатний вік |
| -------- | ------- | ------------------ | ---------------- | -------------------- |
| Чоловіки | 52      | 13                 | 33               | 6                    |
| Жінки    | 45      | 12                 | 22               | 11                   |
| Разом    | 97      | 25                 | 55               | 17                   |